# Morski led
Morski led se pojavi kot zamrznitev morske vode. Ker ima led manjšo gostoto kot voda, plava na površini oceana (kot tudi led sladke vode, ki ima še manjšo gostoto). 
Morski led pokriva približno 7% površine Zemlje in okoli 12% svetovnih oceanov. Veliko svetovnega morskega ledu je zaprtega v polarnih ledenih pakiranjih v polarnih regijah Zemlje: Arctic ice pack, Arctic Ocean in antarktični ledeni paket Južnega oceana. Polarni paketi opravijo pomembno letno kroženje v površinski meri, naravni proces, ki je odvisen od arktične ekologije, vključno z oceanskimi ekosistemi. Zaradi delovanja vetrov, tokov in temperaturnih nihanj je morski led zelo dinamičen, kar vodi do najrazličnejših vrst in lastnosti ledu. Morski led je lahko v nasprotju z ledenimi gorami, ki so koščki ledenih polic ali ledenikov, ki se spuščajo v ocean. Odvisno od lokacije lahko obseg morskega ledu vključuje tudi ledene gore.

## Splošne značilnosti in dinamika
Morski led običajno ne raste in se topi. V življenjski dobi je zelo dinamičen. Zaradi kombiniranega delovanja vetrov, tokov, temperature vode in nihanj temperature zraka, se morski ledeni prostori ponavadi precej spremenijo. Morski led je razvrščen glede na to, ali je zmožen pluti in glede na njegovo starost.

## Pritrjeni in viseči led
Morski led se lahko razvrsti glede na to, ali je pritrjen (ali zamrznjen) na obrežje (ali med plitvinami ali ozemljenimi ledenimi gori). Če je pritrjen, se imenuje deževni led ali pogosteje hiter led (iz pritrjenega). Alternativno pa se v nasprotju s hitrim ledom v zelo širokih predelih pojavlja tudi viseči led, ki zajema led, ki se prosto giblje s tokovi in vetrovi. Fizična meja med hitrim ledom in ledenim ledom je hitra ledena meja. Področje ledenega ledu se lahko dodatno razdeli na območje striženja, mejno ledeno cono in osrednji paket. Plavajoči led je sestavljen iz ledenih plošč, posameznih kosov morskega ledu 20 metrov (66 ft) ali več. Obstajajo imena za različne velikosti: majhna - 20 metrov (66 ft) do 100 metrov (330 ft); Srednji - 100 metrov (330 ft) do 500 metrov (1.600 ft); Velika - 500 metrov (2000 metrov) do 2000 metrov (6 600 ft); Velika - 2 kilometra (1,2 milj) do 10 kilometrov (6,2 milj); In velikan - več kot 10 kilometrov (6,2 mi).}} The term pack ice is used either as a synonym to drift ice,. Izraz pack ice led se uporablja bodisi kot sinonim za plavajoči led . bodisi za označevanje območja plavnega ledu, v katerem so plošče gosto zapakirane. Celoten pokrov morskega ledu se imenuje ledena skorja z vidika podmorske plovbe..

## Razvrščanje glede na starost
Druga klasifikacija, ki jo znanstveniki uporabljajo za opis morskega ledu, temelji na starosti, to je na njenih razvojnih stopnjah. Te faze so: novi led, nilas, mladi led, prvo letni in stari.

### Novi led, nilas in mladi led
Novi led je splošni izraz, ki se uporablja za nedavno zamrznjeno morsko vodo, ki še ne tvori trdnega ledu. Lahko je sestavljen iz frazil ice, slush ali shuga. Drugi izrazi, kot so grease ice in pancake ice, se uporabljajo za kopičenje ledenih kristalov pod vplivom vetra in valov.
Nilas označuje morski led, debeline do 10 centimetrov (3,9 inča). Zaviha se, ne da bi zlomil valove in nabrekne. Nilas je mogoče nadalje razdeliti v dark nilas - debeline do 5 centimetrov (2,0 in), zelo temne in light nilas - debelejših in svetlejših barv več kot 5 centimetrov (2,0 in).
Mladi led je prehodna stopnja med nilas in prvim letom ledu, debeline od 10 centimetrov (3,9 in) do 30 cm (12 in). Mladi led je mogoče nadalje razdeliti na sivi led - 10 centimetrov (3,9 in) 15 centimetrov (5,9 in) v debelini in sivo-beli led - 15 centimetrov (5,9 in) do 30 cm (12 in) v debelini. Mladi led ni tako prožen kot nilas, ampak se nagiba k zlomu pod valovno akcijo. V režimu stiskanja bo na splavu (na sivi ledeni stopnji) ali grebenu (na sivo-beli ledeni stopnji).

### Prvo letni morski led
Prvo letni morski led je led, ki je debelejši od mladega ledu, vendar nima več kot enoletne rasti. Z drugimi besedami, led, ki raste jeseni in pozimi (po tem, ko je šel skozi nov led - nilas - mlade faze ledu in raste še naprej), vendar ne preživi spomladanskih in poletnih mesecev (se topi). Debelina tega ledu se običajno giblje od 0,3 metra do 2 metra (6,6 ft). [5] [6] [7] Led prvega leta se lahko razdeli na tanke (30 centimetrov (70 centimetrov) do 70 centimetrov (2,3 ft)), medij (70 centimetrov (2,3 ft) do 120 centimetrov (3,9 ft)) in debelega (> 120 centimetrov Ft)) First-year ice may be further divided into thin (30 cm (0,98 ft) to 70 cm (2,3 ft)), medium (70 cm (2,3 ft) to 120 cm (3,9 ft)) and thick (>120 cm (3,9 ft))..

### Stari morski led
Stari morski led je morski led, ki je preživel vsaj eno talilno sezono (tj. Eno poletje). Iz tega razloga je ta led večji kot prvi morski led. Stari led je običajno razdeljen na dve vrsti: drugi letni led, ki je preživel eno talilno sezono in večletni led, ki je preživel več kot eno. (V nekaterih virih je , star led več kot 2 leti. Večletni led je veliko bolj razširjen na Arktiki kot na Antarktiki  Razlog za to je, da morski led na jugu pluje v toplejše vode, kjer se topi. Na Arktiki je večina morskega ledu pritrjenega na zemljo ali na morsko dno.

## Vozne sile
Medtem ko je hiter led relativno stabilen (ker je pritrjen na obrežje ali na morsko dno), se plavajoči led podvrže sorazmerno zapletenim deformacijskim procesom, ki navsezadnje povzročajo navadno široko paleto pokrajin morskega ledu. Vetra naj bi bila glavna gonilna sila z oceanskimi tokovi.. Prav tako so se sklicevale na Coriolis force in površinski nagib morskega ledu . Te gonilne sile povzročajo stresno stanje v območju plavajočega ledu. Ledeno skorjo, ki se približuje drugi in pritisne proti njej, bo ustvarilo stanje stiskanja na meji med obema. Na ledeni pokrov lahko pride tudi do napetosti, kar povzroči razhajanje in odpiranje razpok.

## Deformacija
Deformacije morskega ledu izhajajo iz interakcije med ledenimi ploščami, saj se vodijo drug proti drugemu. Končni rezultat je lahko tri vrste značilnosti:   1) Rafted ice, ko en kos prevlada drugega; 2) grebeni tlaka, linija zdrobljenega ledu, navzdol navzdol (za sestavljanje kobilice) in navzgor (za jadro); In 3) Hummock, breg leda, ki tvori neenakomerno površino. Strižni greben je tlačni greben, ki se tvori pod strižnimi stenami - je bolj linearen od grebena, ki ga povzroča zgolj stiskanje.  Nov greben je nedavna značilnost - ostro greben, s stranico nagnjeno pod kotom več kot 40 stopinj. Nasprotno pa je pozidani greben tisti z zaobljenim grebenom in s stranicami nagnjen na manj kot 40 stopinj.  Stamukhi so še ena vrsta pilota, vendar so ti zasvojeni in so zato razmeroma stacionarni. Izhajajo iz interakcije med hitrim ledom in ledom.
Raven led je morski led, ki ga deformacija ni prizadela in je zato razmeroma ravna.

## Formacija
Samo zgornji sloj vode se je potreben ohladiti do ledišča . Konvekcija površinske plasti vključuje vrh 100 - 150 m, do povečane gostote.
V mirni vodi je prvi morski led, ki se tvori na površini, skodelica ločenih kristalov, ki so sprva v obliki majhnih plošč, ki plavajo na površini in imajo premer manj kot 0,3 centimetra (0,12 palca). Vsak disk ima svojo c-os vertikalno in raste navzven bočno. V določeni točki postane takšna oblika diska nestabilna, rastoči izolirani kristali pa imajo šestkotno, zvezdno obliko, z dolgimi krhkimi rokami, ki se raztezajo čez površino. Ti kristali imajo tudi svojo c-osi navpično. S kakršno koli turbulenco v vodi se ti fragmenti razširijo naprej v naključne majhne kristale, ki tvorijo suspenzijo naraščajoče gostote v površinski vodi, ledeni tip, imenovani frazilski ali mazalni led. V tihih pogojih se kristali fraza kmalu zamrznejo skupaj, da tvorijo neprekinjeno tanko plast mladega ledu; V zgodnjih fazah, ko je še vedno pregleden - to je led, imenovan nilas. Ko se oblikuje nilas, se pojavi precej drugačen proces rasti, v katerem se voda zamrzne na dno obstoječe ledene plošče, proces, ki se imenuje congelation growth. Ta proces rasti prinaša prvo letni led.
V grobi vodi se sveži morski led oblikuje s hlajenjem oceana, ko se toplota izgubi v ozračju. Najvišja plast oceana je nad-ohlajena na rahlo pod lediščno točko, ko se pojavijo drobne ledene ploščice (frazil ice). Sčasoma ta proces vodi do kašaste površinske plasti, znane kot grease ice. Formacija ledu v Frazilu se lahko začne s snežnimi padavinami, ne pa s pregrevanjem. Valovi in veter nato delijo te ledene delce na večje plošče, premera več metrov, imenovanega pancake ice. Ti plavajo na površini oceana in se med seboj trčijo, tako da oblikujejo prevrnjene robove. Sčasoma se plošče s pancake ice lahko sami zamrznejo skupaj v bolj trdni ledeni pokrovi, znani kot congelation pancake ice. Tak led ima zelo grob videz na vrhu in dnu.
Če sneg zadostno pada na morski led, da se potopi pod morsko gladino, se bo morska voda dotaknila in plast ledu bo mešala snežno / morsko vodo. To je še posebej pogosto okrog Antarktike.
Ruski znanstvenik Vladimir Vize (1886-1954) je svoje življenje posvetil študiju arktičnega ledenega pakiranja in razvil znanstveno napoved teorije o ledenih pogojih, za kar je bil uveljavljen v akademskih krogih. To teorijo je uporabil na polju v Karskem morju, kar je pripeljalo do odkritja otoka Vize.

## Letni cikel zamrzovanja in taljenja
Morski led zamrzne in se topi zaradi kombinacije dejavnikov, vključno s starostjo ledu, temperaturo zraka in sončno insolacijo. V zimskem času se povečuje območje Arktičnega oceana, ki ga pokriva morski led, ki običajno doseže največ v mesecu marcu. Območje, ki se prekriva v morskem ledu, se nato zmanjšuje in doseže najmanjši obseg v septembru. Prvo leto se led bolj topi kot starejši led iz dveh razlogov: 1) Prvo letni led je tanjši od starejšega ledu, saj je proces rasti imel manj časa za delovanje; In 2) prvo letni led je manj prepusten kot starejši led, tako da poletna temperatura nagiba k oblikovanju globljih ribnikov na ledeni površini prvega leta kot na starejšem ledu, globlji ribniki pa nižji in s tem večjo zajemanje sončne energije.

## Spremljanje in opazovanje
Spremembe stanja morskega ledu najbolje kažejo stopnja taljenja skozi čas. Sestavljeni zapis o arktičnem ledu kaže, da se je umik plovcev začel okoli leta 1900, ko se je v zadnjih 50 letih začelo hitreje topiti. Satelitska študija morskega ledu se je začela leta 1979 in postala veliko bolj zanesljiv ukrep taljenja ledu in polarnih sprememb podnebja. V primerjavi z razširjenim zapisom je obseg morskega ledu v polarni regiji do septembra 2007 znašal le polovico zabeležene mase, za katero je bilo ocenjeno, da obstaja v obdobju 1950-1970.
V septembru 2012 je obseg ledu dosegel najnižjo vrednost v času, ko je bil led določen za kritje le 24% Arktičnega oceana, pri čemer je bil leta 2007 v primerjavi s prejšnjim nizkim 29% nižji. V prihodnjih napovedih bi ta poletni morski led lahko izginil Kmalu leta 2020.  V najtoplejših letih, kot je zima v obdobju 2005-2006, opazimo, da morski led doseže največjo zimo, kar je manjše kot v letih pred ali po. Poletni najmanjši obseg ledenega arktičnega ledu v letu 2010 je bil tretji najnižji v obdobju satelitskih opazovanj polarnega ledu.

## Modeliranje
Za boljše razumevanje variabilnosti se številni modeli morskega ledu uporabljajo za izvedbo študija občutljivosti. Dve glavni sestavini sta dinamika ledu  in termodinamične lastnosti (glej modeliranje morskega ledu, procese rasti morskega leduin debelino morskega ledu).
Številni globalni podnebni modeli (GCM) imajo v svojih numeričnih simulacijskih shemah pomorski led, da pravilno zajamejo povratne informacije o ledu. Primeri so:
Model morskega ledu Louvain-la-Neuve (LIM) je numerični model morskega ledu, zasnovan za podnebne študije in operativno oceanografijo, ki se je razvil na Université catholique de Louvain (UCL). Povezan je z modelom splošnega obtoka oceanov OPA (Ocean Parallélisé) in je prosto dostopen kot del jedra za evropsko modeliranje oceana (NEMO).
Model splošnega obtoka MIT (MITgcm) je globalni cirkulacijski model, ki je bil razvit na Massachusettsovem inštitutu za tehnologijo (MIT), vključuje paket za morski led (MITgcm: morje). Koda je prosto na voljo tam.
Univerza za raziskave atmosfere (UCAR) razvija model morskega ledu Skupnosti (CSIM).
Nacionalni laboratorij Los Alamos ima projekt, imenovani Los Alamos Sea Ice Model (CICE). CICE je open source in je zasnovan kot komponenta GCM, čeprav zagotavlja samostojen način.
Modeli oceanskega morskega ledu (FESOM), ki je bil razvit na Inštitutu Alfred Wegener, uporablja nestrukturirano mrežo.
Projekt primerjalnega modela (CMIP) ponuja standardni protokol za proučevanje rezultatov modelov splošnega obtoka združenega ozračja in oceana. Priključek poteka na vmesniku ozračja - ocean, kjer se lahko pojavi morski led.
Različni regionalni modeli poleg globalnega modeliranja obravnavajo tudi morski led. Regionalni modeli se uporabljajo za eksperimente za sezonsko napovedovanje in za procesne študije.